# Mathew Brady
Mathew Benjamin Brady (Lake George, 18 mei 1822 – New York, 15 januari 1896) was een van de bekendste en vroegste Amerikaanse fotografen van de 19e eeuw. Hij is bekend om zijn portretten van bekende personen en van fotodocumentaties tijdens de Amerikaanse Burgeroorlog.

## Biografie

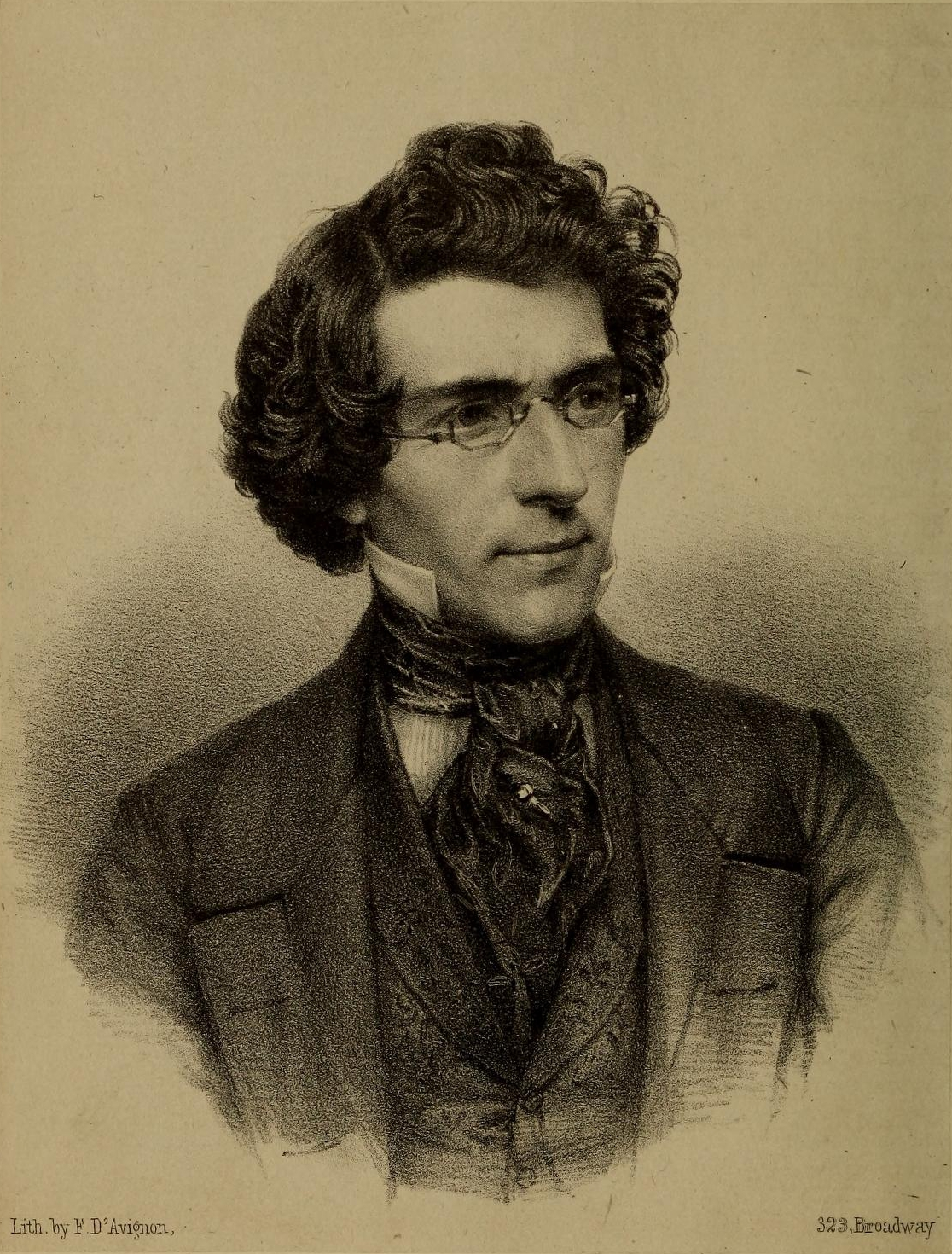
Lithografie door Francis D'Avigon (1851)

Mathew Brady en zijn vrouw Juliet Handy Brady (links) en zijn zuster Ellen Brady Haggerty (rechts), c. 1851

### Vroege leven
Over het vroege leven van Brady is niet veel bekend en er zijn een aantal tegenstrijdige berichten over waar hij is geboren. In interviews op het einde van zijn leven beweerde hij te zijn geboren in Warren County, nabij Lake George. Hij was de jongste van drie kinderen van Ierse immigrantenouders. In officiële  documenten voor en tijdens de Burgeroorlog, beweerde hij echter zelf in Ierland te zijn geboren.
Op jonge leeftijd (zestien) begon Brady als portretschilder onder de begeleiding van William Page, in Saratoga Springs. In 1839 vertrokken beiden naar Albany en vervolgens naar New York. Brady bleef studeren bij Page maar ook bij uitvinder Samuel FB Morse, die pionier was van de daguerreotypietechniek in Amerika. Morse opende een fotografie studio en begon lessen te geven, waarbij Brady een van de eerste studenten was.
In 1844 opende Brady zijn eigen fotostudio in New York en tegen 1845 begon hij zijn portretten van beroemde Amerikanen te exposeren. Hieronder waren senator Daniel Webster en schrijver Edgar Allan Poe. In 1849 opende hij een fotostudio in Washington, waarbij Juliet Handy ontmoette en met wie hij trouwde in 1850 en op Staten Island ging wonen.
Vanaf 1850 werd ambrotypefotografie populair die ruimte bood voor de albumen print, een papieren foto gemaakt met behulp van grote glazen negatieven. Een techniek die het meeste werd gebruikt in fotografie van de Amerikaanse Burgeroorlog. In 1850 produceerde Brady The Gallery of Illustrious Americans, een collectie van portretten van prominente hedendaagse figuren. Hoewel het album financieel niet lonend was, zette het Brady's werk wel op de kaart en kwam er meer aandacht voor zijn kunstenaarschap. 
In 1854 maakte de Parijse fotograaf André-Adolphe-Eugène Disdéri de carte de visite populair en deze kleine foto's (ter grootte van een visitekaartje) werden snel een populaire nieuwigheid; duizenden werden gecreëerd en verkocht in de Verenigde Staten en Europa. 

### Amerikaanse Burgeroorlog
In eerste instantie kon Brady zakelijk profiteren van de burgeroorlog door een sterke toename van de verkoop van carte de visite aan vertrekkende soldaten en hun familie. Brady bereikte zijn doelgroep eenvoudig door het plaatsen van een advertentie in de New York Daily Tribune (1856): "You cannot tell how soon it may be too late". Toen in 1861 de Burgeroorlog begon leidde dit tot lange wachtrijen bij de fotostudio van Brady.
Al snel kwam Brady op het idee om de oorlog zelf te documenteren aan de hand van zijn foto's. Eerst vroeg hij toestemming aan een oude vriend, generaal Winfield Scott, om naar gevechtslocaties te reizen. Daarna richtte Brady zich tot president Abraham Lincoln zelf. Brady kreeg toestemming met de voorwaarde dat hij het project zelf financierde. Zijn eerste publiek bekende foto's waren van het conflict bij de First Battle of Bull Run, waarin hij zo dicht bij de actie kwam dat hij het risico nam om gevangen genomen te worden.  Hoewel de strijd meestal was gestopt voordat er foto's werden gemaakt, kwam Brady onder direct vuur tijdens de Eerste Slag om Bull Run, Petersburg en Fredericksburg.
Brady begon met het aannemen van anderen, zoals Alexander Gardner, James Gardner, Timothy H. O'Sullivan, William Pywell, George N. Barnard, Thomas C. Roche en zeventien andere mannen, die elk een reizende donkere kamer kregen om verslag te leggen van de Burgeroorlog. Brady verbleef over het algemeen in Washington en zorgde voor coördinatie en aansturing van zijn assistenten en bezocht zelden meer persoonlijk de slagvelden. Een mogelijke oorzaak hiervoor is dan vanaf de jaren 1850 het gezichtsvermogen achteruit ging. Veel van de foto's die aan Brady worden toegeschreven zijn feitelijk gemaakt door een van zijn vele assistenten. Brady heeft echter nagelaten om een uitgebreide documentatie aan te leggen van deze foto's. Hierdoor is niet alleen onduidelijk wie de foto heeft genomen, maar ook precies waar en wanneer deze is genomen. 
In oktober 1862 opende Brady een tentoonstelling met foto's  van lijken uit de Slag om Antietam in zijn eigen galerij in New York met de titel The Dead of Antietam. De presentatie van dergelijke grafische foto's van lijken was nieuw voor Amerika en bracht het publiek voor het eerst de realiteit van de oorlog in tegenstelling tot geschilderde impressies van kunstenaars. 
Zijn inspanningen om de Amerikaanse Burgeroorlog op grote schaal te documenteren door zijn fotostudio op het slagveld te brengen, gaf Brady zijn plaats in de geschiedenis. Ondanks de gevaren, het financiële risico en de ontmoediging door zijn vrienden, werd Brady later geciteerd: "Ik moest gaan." Een geest in mijn voeten zei: "Ga" en ik ging. Duizenden foto's gemaakt door Brady en/of een van zijn assistenten bevinden zich in de National Archives and Records Administration en de archieven van de  Library of Congress. De foto's omvatten diverse portretten, soldaten in kampen en slagvelden. Brady was niet in staat om echte vechtscènes te fotograferen, omdat de fotografische apparatuur in die tijd nog in de kinderschoenen stond van zijn technische ontwikkeling en vereiste dat een onderwerp stilstond om een duidelijke foto te kunnen produceren

### Latere jaren en overlijden

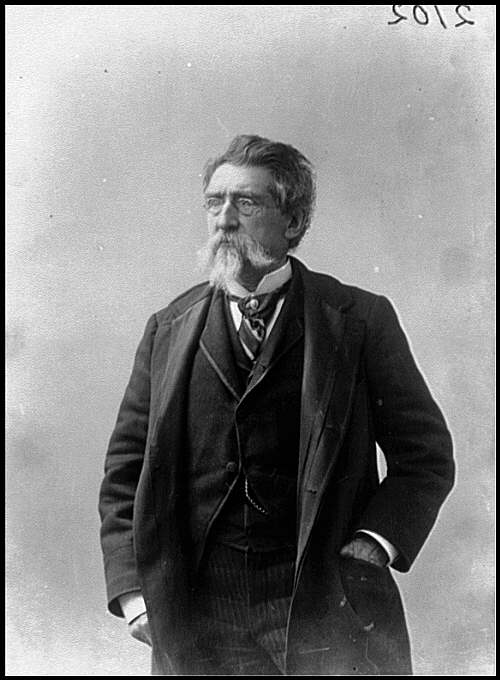
Mathew Brady, c 1889

Tijdens de oorlog gaf Brady meer dan $ 100.000 uit om meer dan 10.000 platen te maken. Hij verwachtte dat de Amerikaanse regering de foto's zou kopen als de oorlog voorbij was. Toen de regering dit weigerde, werd hij gedwongen zijn studio in New York te verkopen en ging failliet. Het congres verleende Brady in 1875 $ 25.000, maar hij bleef diep in de schulden. Het publiek was niet bereid om stil te staan bij de gruwelijkheid van de oorlog nadat deze was afgelopen, en dus waren particuliere verzamelaars schaars. Gedeprimeerd door zijn financiële situatie en verlies van het gezichtsvermogen, en verwoest door de dood van zijn vrouw in 1887, stierf hij zonder geld in de liefdadigheidsafdeling van het Presbyterian Hospital in New York op 15 januari 1896 aan complicaties na een tramongeluk.
De begrafenis van Brady werd gefinancierd door veteranen van de 7e New York Infantry. Hij werd begraven op de Congressional Cemetery in Washington.

## Galerij (selectie)

Carte de visite
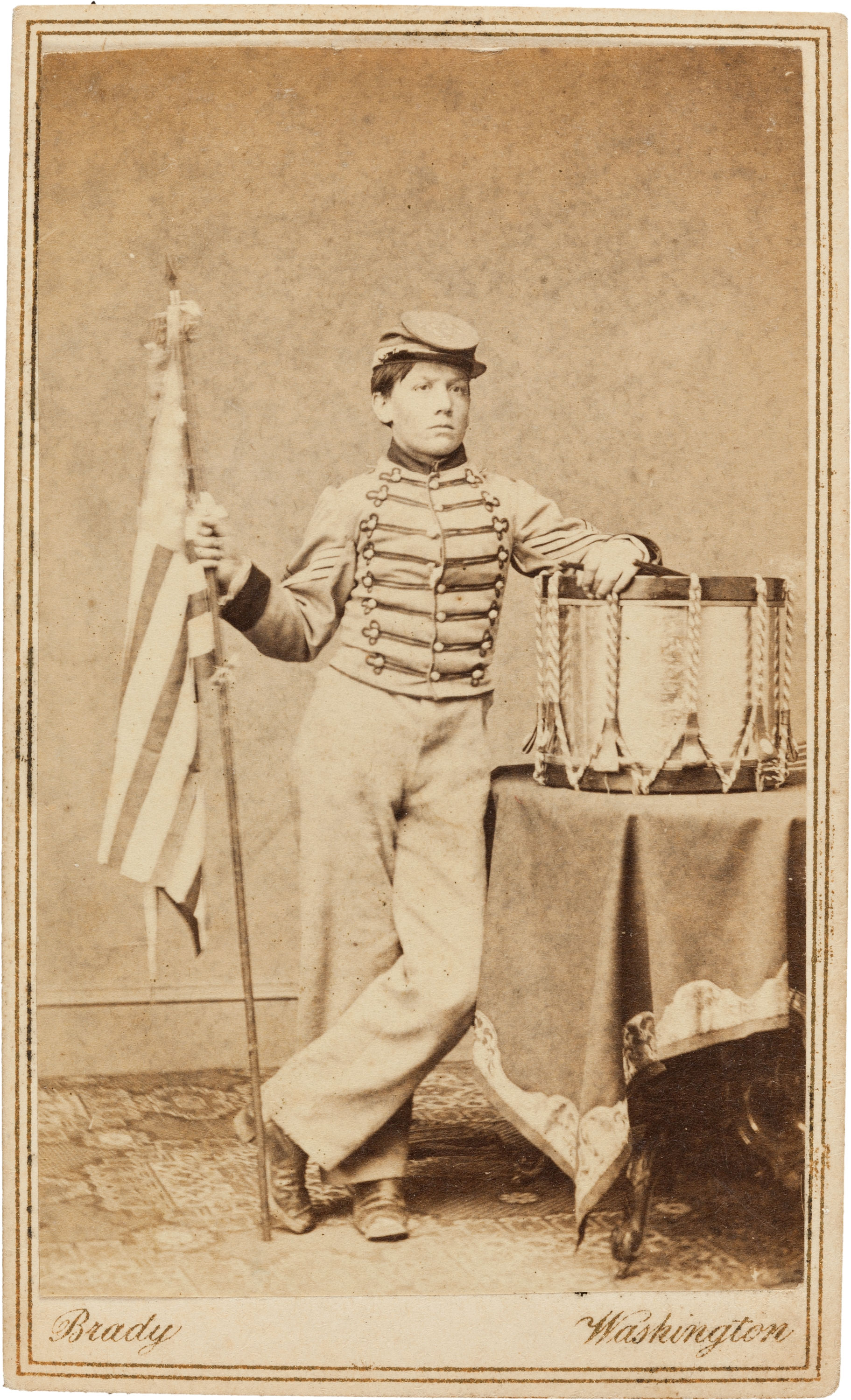
Robert Hendershot
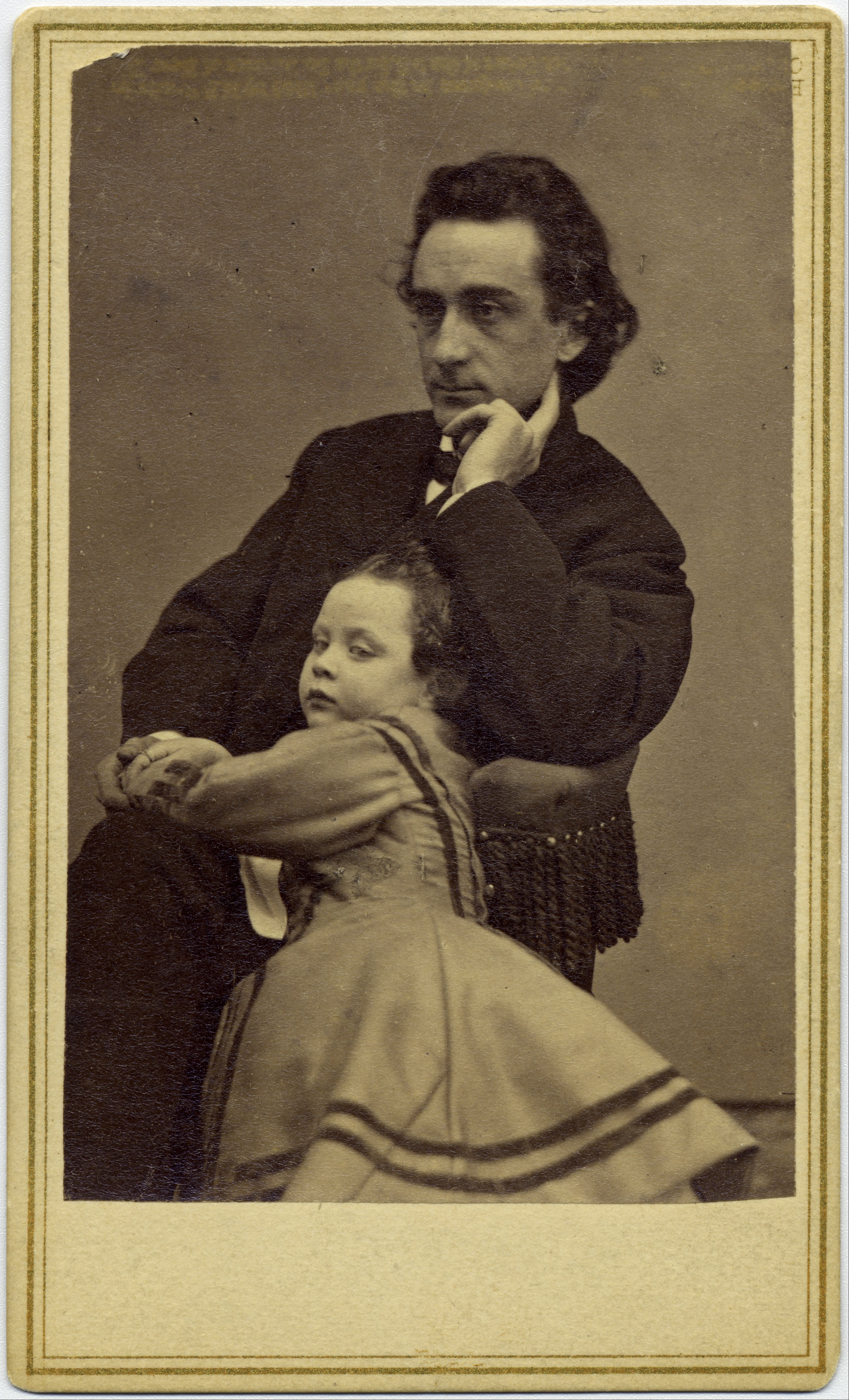
Edwin Booth met dochter Edwina c. 1863/1865
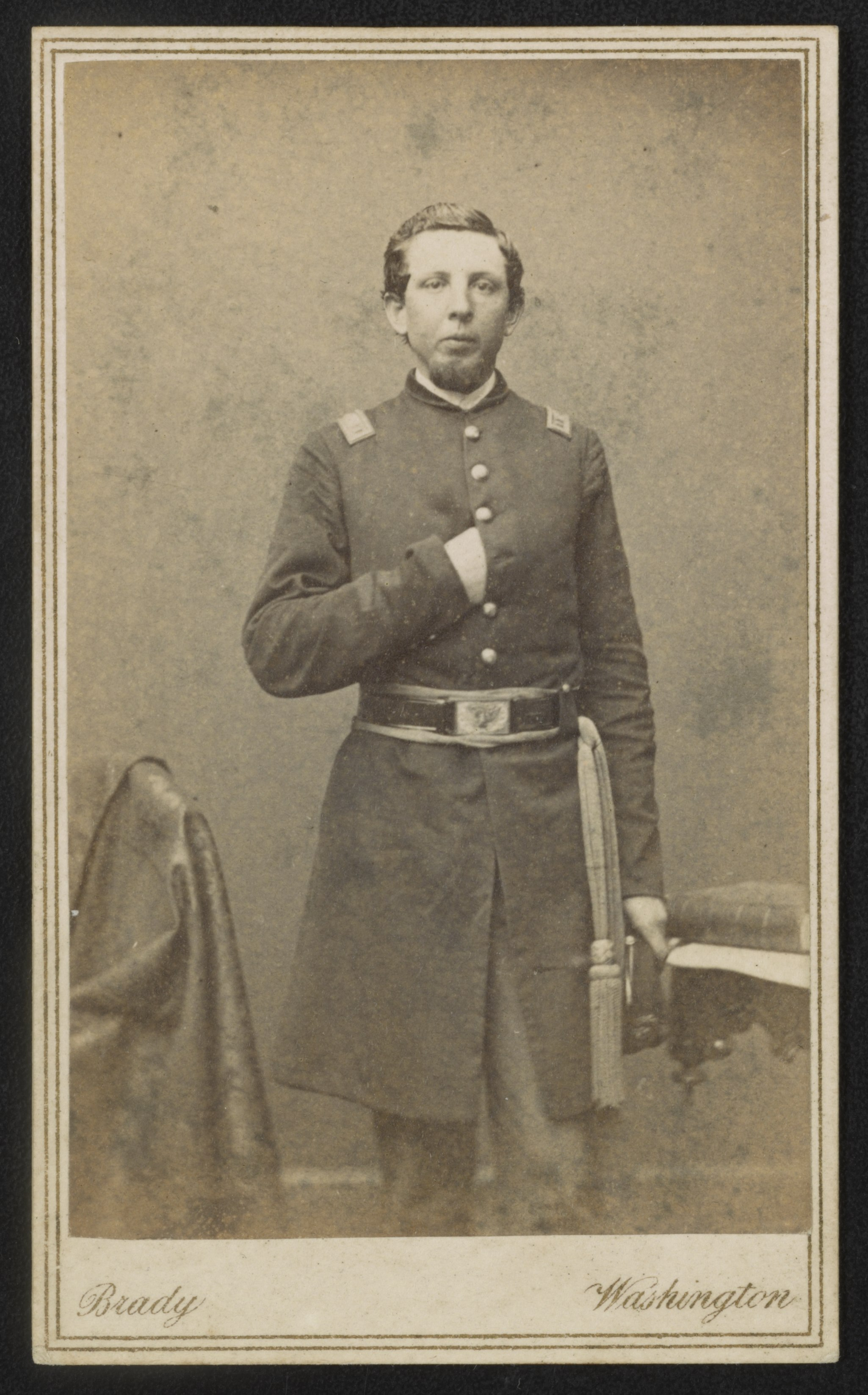
Luitenant Kolonel Franklin Norton c. 1861 - 1863

Burgeroorlog
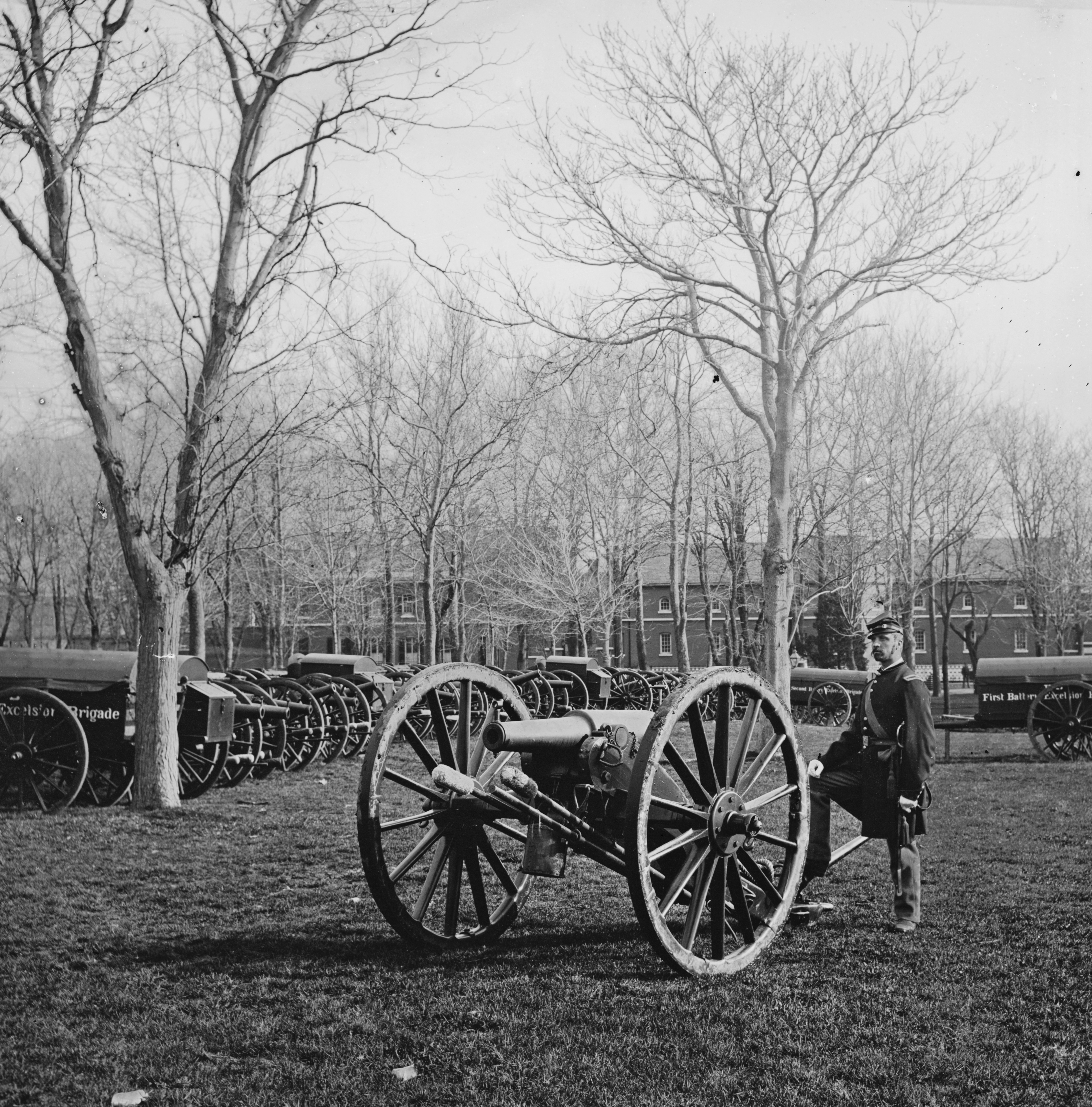
Soldaat die het arsenaal bewaakt (1862)
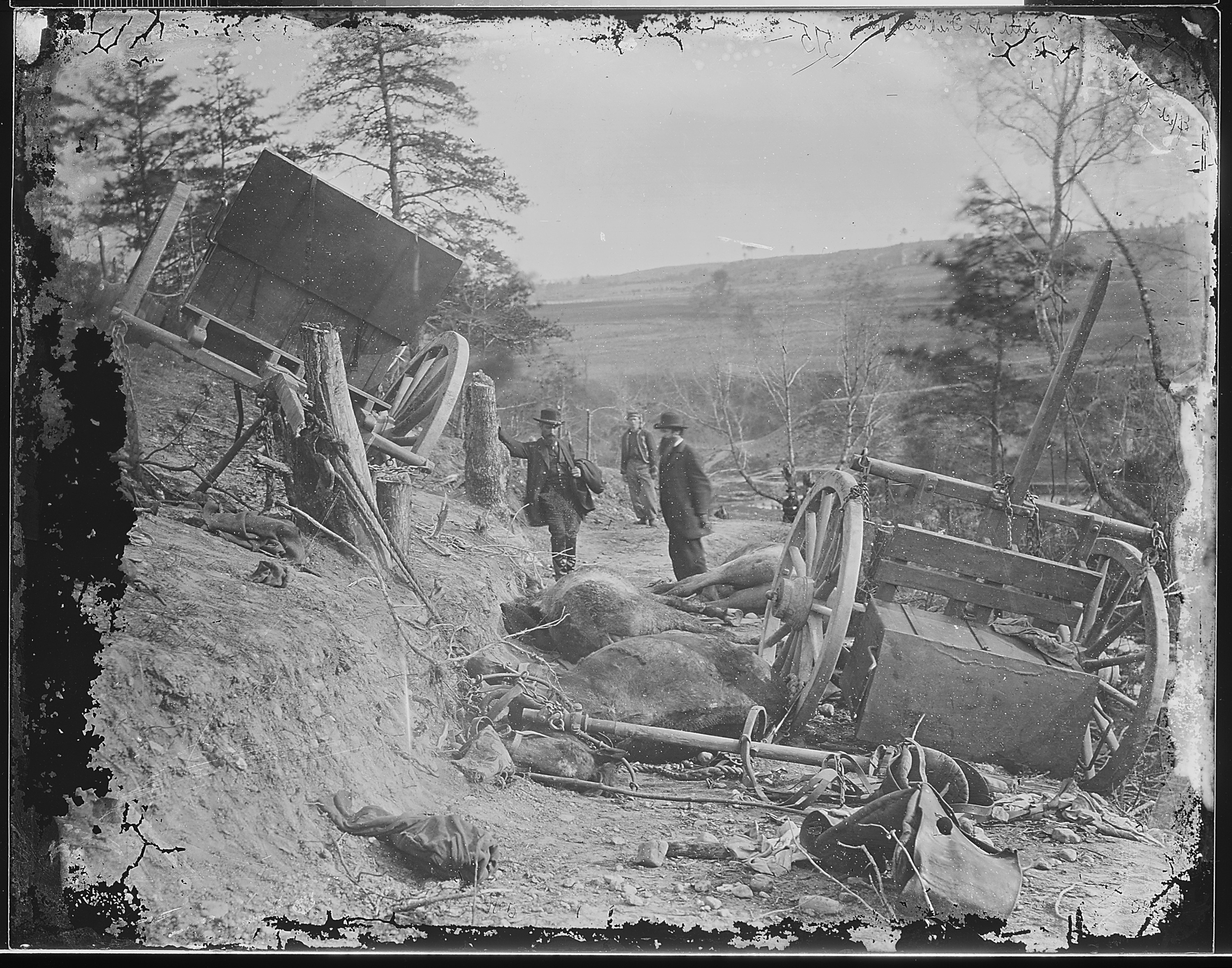
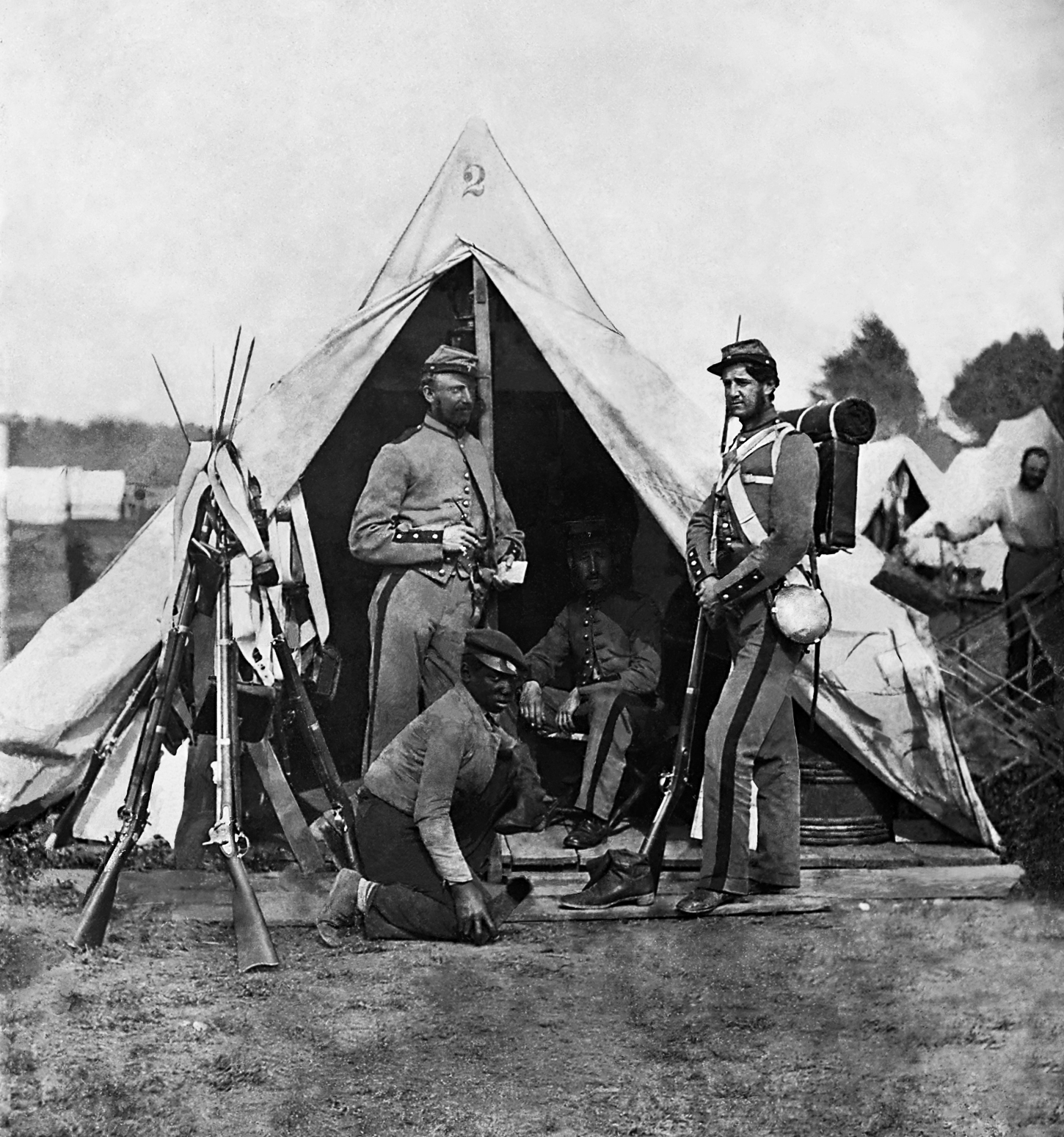

Portretten
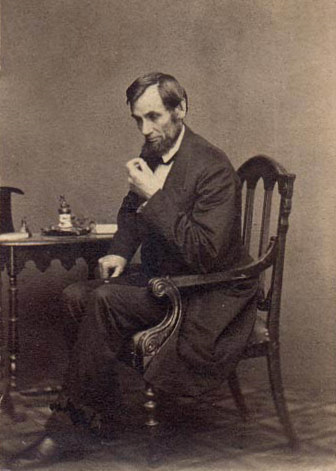
Abraham Lincoln (1861)
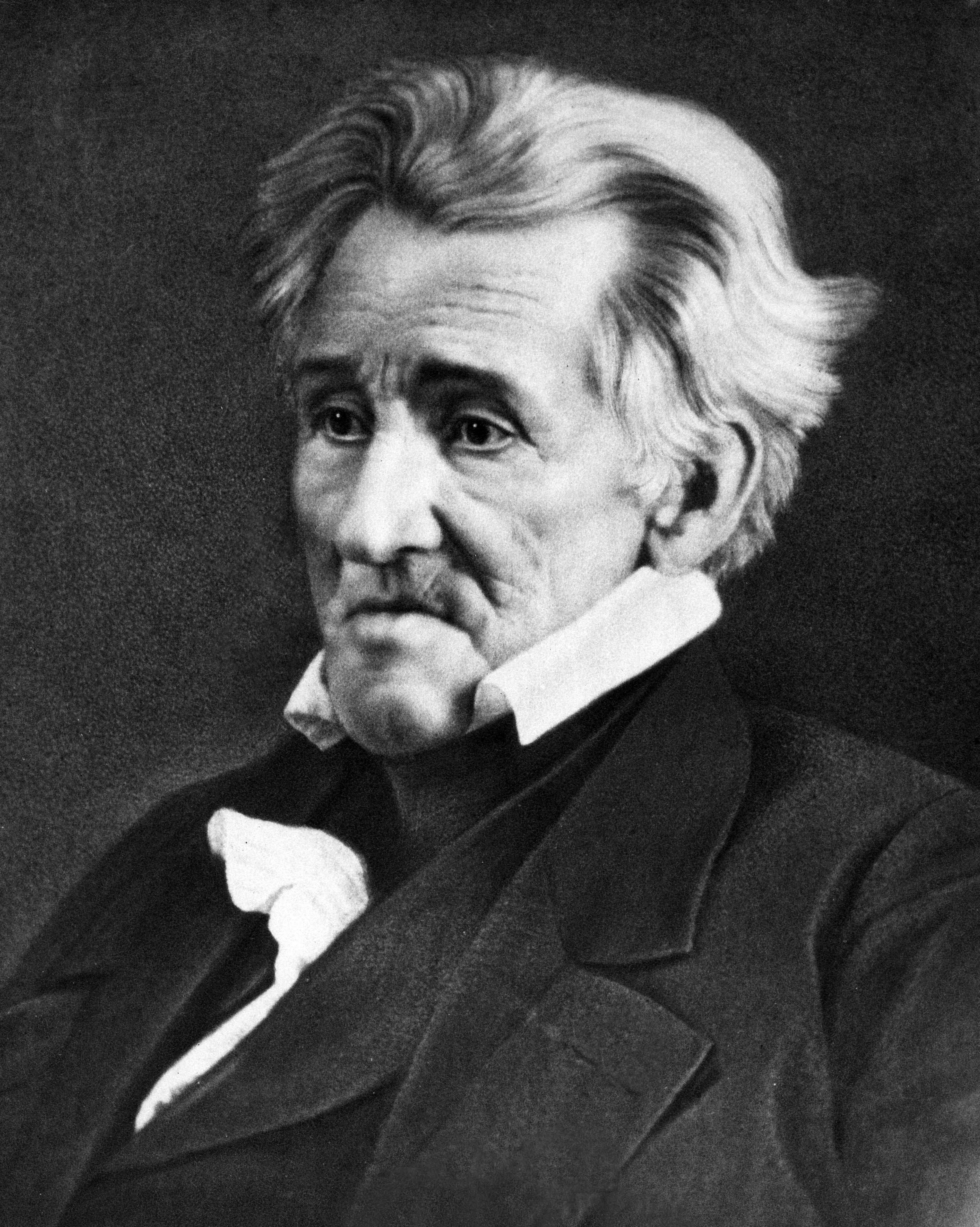
Andrew Jackson (1845) (daguerreotype)
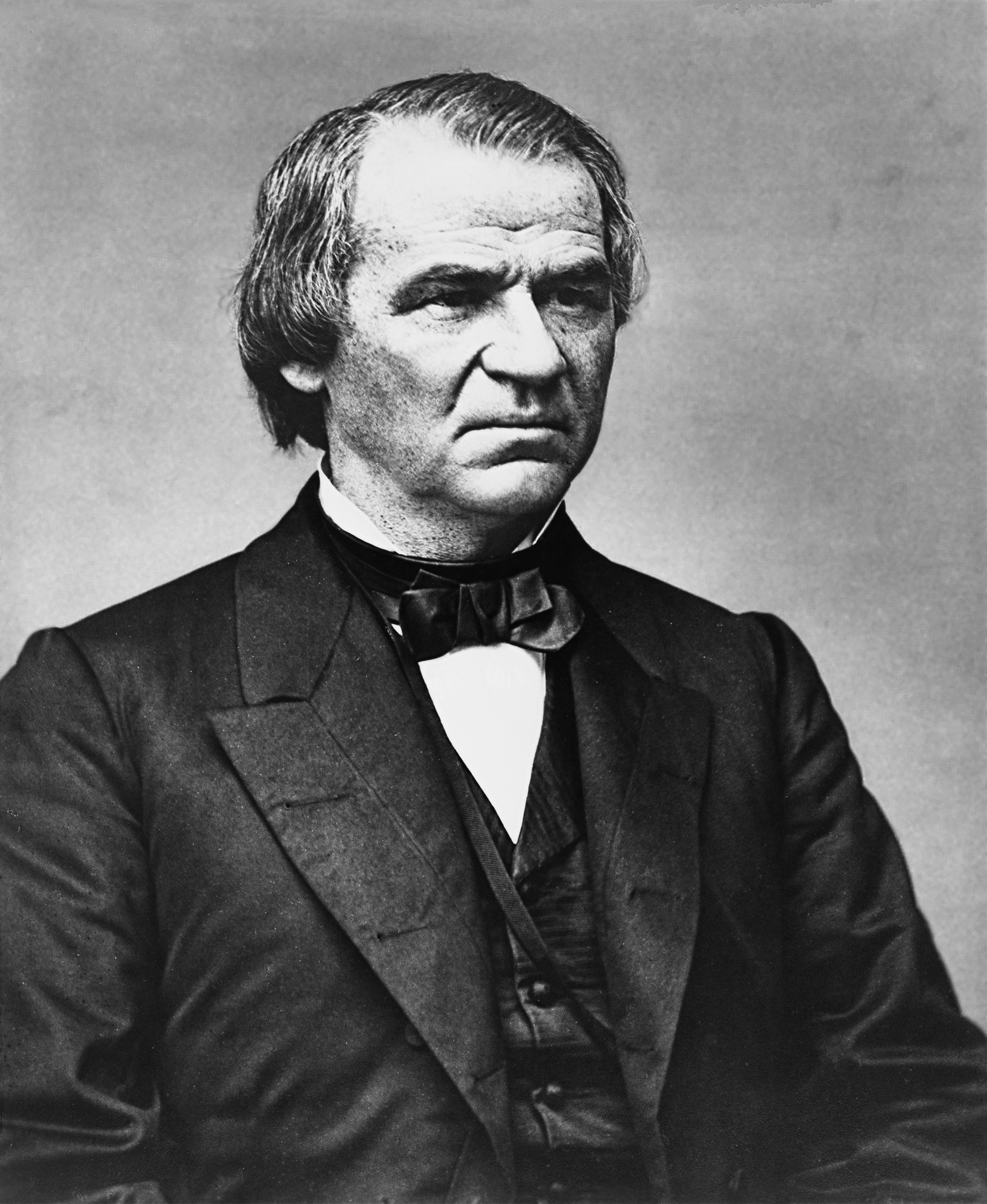
Andrew Johnson (c 1855 - c. 1865)